# Nicole DeHuff
Nicole Renée DeHuff (6 januari 1975 – 16 februari 2005) was een Amerikaanse actrice. Ze werd geboren in Antlers (Oklahoma) en studeerde in 1998 af in drama aan de Carnegie Mellon University in Pittsburgh (Pennsylvania). Ze was getrouwd met regisseur Ari Palitz.
Nicole DeHuff debuteerde in de film Meet the Parents. Ze speelde verder in de films Suspect Zero en See Arnold Run en was te zien in televisieseries als CSI: Miami. Haar laatste film was Unbeatable Harold, geregisseerd door haar echtgenoot.
Nicole DeHuff overleed aan de gevolgen van longontsteking, nadat tot twee keer toe een foute diagnose door een arts was gesteld en ze vanuit het ziekenhuis naar huis was gestuurd.